# Diskografija Arcade Firea
Diskografija Arcade Firea, kanadskog indie rock sastava iz Montreala. Arcade Fire je objavio dva studijska albuma, jedan studijski EP, jedan koncertni EP s Davidom Bowiejem, i deset singlova.

## Studijski albumi
| Godina | Detalji                                                                       | Najviša pozicija na ljestvicama | Najviša pozicija na ljestvicama | Najviša pozicija na ljestvicama | Najviša pozicija na ljestvicama | Najviša pozicija na ljestvicama | Najviša pozicija na ljestvicama | Prodaja (SAD) | Certifikacije                       |
| Godina | Detalji                                                                       | KAN                             | AUS                             | FRA                             | IRS                             | SAD                             | UK                              | Prodaja (SAD) | Certifikacije                       |
| ------ | ----------------------------------------------------------------------------- | ------------------------------- | ------------------------------- | ------------------------------- | ------------------------------- | ------------------------------- | ------------------------------- | ------------- | ----------------------------------- |
| 2004.  | Funeral - Objavljen: 14. rujna 2004. - Formati: CD, vinil, digitalni download | 23                              | 80                              | 61                              | 16                              | 131                             | 33                              | 466.000+      | platinasta (Kanada) platinasta (UK) |
| 2007.  | Neon Bible - Objavljen: 6. ožujka 2007. - Formati: CD, vinil, download        | 1                               | 7                               | 9                               | 1                               | 2                               | 2                               | 420.000+      | platinasta (Kanada) zlatna (UK)     |

## EP-ovi
| Naslov                          | Datum | Formati  | Napomene                                                             |
| ------------------------------- | ----- | -------- | -------------------------------------------------------------------- |
| Arcade Fire                     | 2003. | CD       | Nezavisno objavljen 2003.; 2005. ponovno objavljen u izdanju Mergea. |
| Live EP (Live at Fashion Rocks) | 2005. | download | Dostupan samo u iTunes Music Storeu.                                 |

## Singlovi
| Godina | Pjesma                          | Najviša pozicija na ljestvicama | Najviša pozicija na ljestvicama | Najviša pozicija na ljestvicama | Najviša pozicija na ljestvicama | Album                                   |
| Godina | Pjesma                          | AUS                             | IRS                             | SAD                             | UK                              | Album                                   |
| ------ | ------------------------------- | ------------------------------- | ------------------------------- | ------------------------------- | ------------------------------- | --------------------------------------- |
| 2004.  | "Neighborhood #1 (Tunnels)"     | —                               | —                               | —                               | —                               | Funeral                                 |
| 2005.  | "Neighborhood #2 (Laïka)"       | —                               | —                               | —                               | 30                              | Funeral                                 |
| 2005.  | "Neighborhood #3 (Power Out)"   | —                               | —                               | —                               | 26                              | Funeral                                 |
| 2005.  | "Cold Wind"                     | —                               | —                               | —                               | 52                              | Six Feet Under, Vol. 2: Everything Ends |
| 2005.  | "Rebellion (Lies)"              | —                               | —                               | —                               | 19                              | Funeral                                 |
| 2005.  | "Wake Up"                       | —                               | 40                              | —                               | 29                              | Funeral                                 |
| 2007.  | "Black Mirror"                  | —                               | —                               | —                               | —                               | Neon Bible                              |
| 2007.  | "Keep the Car Running"          | 18                              | —                               | 32                              | 56                              | Neon Bible                              |
| 2007.  | "Intervention"                  | —                               | 17                              | —                               | 81                              | Neon Bible                              |
| 2007.  | "No Cars Go"                    | —                               | 39                              | —                               | 85                              | Neon Bible                              |
| 2007.  | "Poupée de cire, poupée de son" | —                               | —                               | —                               | —                               | Arcade Fire / LCD Soundsystem Split 7"' |

## Vanjske poveznice
- Službena stranica